# Baskakeren
Baskakerenlà một vị Vua của Kush (khoảng năm 400 TCN). Ông có khả năng là một người con trai của vua Malewiebamani và là em trai của vua Amanineteyerike. Ông đã kế vị vua Amanineteyerike sau khi vị vua này qua đời.
Cho tới nay, Baskakeren chỉ được biết đến thông qua kim tự tháp nhỏ của ông tại Nuri (Nu.17). Kích thước kim tự tháp của ông ngụ ý rằng ông chỉ cai trị trong một khoảng thời gian ngắn. Một tấm bia đá của ông hiện đang nằm tại bảo tàng Meroe (ở Khartoum).